# 패미통 문고
패미통 문고(일본어: ファミ通文庫 후아미쓰 분코[*])는 일본의 출판사 엔터 브레인에서 출간하고 있는 라이트 노벨 계열 문고 레이블이다. 1998년 7월 18일에 창간되었다.

## 개요
창간 당초에는 아스키(현, 미디어리브스)의 자회사였던 어스펙트에서 발행되었으나, 2000년 그룹을 개편함에 따라 발행처가 엔터 브레인으로 옮겨져, 당사가 개최하는 엔타메 대상의 소설부분이 사실상, 본 레이블의 공모신인상으로서의 기능을 가지고 있다.
전신으로는 아스펙트에서 발행하는 로그아웃 모험문고(1993년~1996년)·로그아웃 문고(1997~1998)와 패미통 게임문고(1996년~1998년)가 있으며, 로그아웃 문고와 패미통 게임문고에서 발행된 타이틀 일부는 패미통 문고에서 신장판으로 간행하고 있지만, 니혼 팔콤이나 허밍버드 소프트의 컴퓨터 게임을 소설화한 작품이나 테이블 롤플레잉 게임(TRPG)의 리플레이가 중심이었던 로그아웃 모험문고와 오리지널 작품이 중심이었던 로그아웃 문고에 반해, 패미통 게임 문고는 간행시기 자체가 중복되지 않는 일부 시리즈 작품을 계승한 것 이외에 직접적인 관련성은 없다. 또한 패미통 문고는 아케이드 · 가정용 게임의 소설화 작품이 중심이었지만 소설화 작품 중심에서 보다 폭넓은 장르를 포함한 오리지널 작품을 전개하게 되어 〈패미통 문고〉로 이름을 바꾸게 되었다. 현재는 다시 TRPG의 리플레이를 간행하고 있으며, 또한 2006년에는 로그아웃 모험문고 시대 이후가 되는 룰북도 간행하고 있다. 이러한 이유로 레이블 명에 〈패미통〉을 사용하였으나 주간 패미통이나 〈패미통 일족〉으로 통칭되는 계열 잡지와 본 레이블이 반드시 밀접하게 연관되어 있는 것은 아니며, 오히려 높은 네임 밸류를 이용한 측면이 강하다. 신간 안내 광고는 대부분 엔터브레인의 만화나 공략본·팬북과 같았으나, 2006년 10월에 독립하여 〈Famitsu Bunko News〉(FBN)가 되었다.
책등의 〈FB〉로고가 빨간 것은 오리지널 작품, 녹색인 것은 소설화 작품 및 TRPG 관련 서적인 것을 나타낸다. 2005년 7월부터 간행된 책의 책등 디자인이 일부 변경되었다.(기본 컬러를 파랑으로 하는 것은 변하지 않았다.) 이 때 그 때까지 간행순으로 매겨지던 일련번호가, 저작자별 순으로 바뀌었다.